# Iglesia del Salvador (El Ballestar)
La iglesia de San Salvador, en El Ballestar es un edificio religioso católico dedicado a San Salvador, que se localiza en mismo núcleo poblacional de la comarca del Bajo Maestrazgo. Está catalogada como Bien de relevancia local, con la categoría de Monumento de interés local, y código: 12.03.093-005; de manera genérica y según la Disposición Adicional Quinta de la Ley 5/2007, de 9 de febrero, de la Generalitat, de modificación de la Ley 4/1998, de 11 de junio, del Patrimonio Cultural Valenciano (DOCV Núm. 5.449 / 13/02/2007).
Se llega a la iglesia por la carretera CV 105 tomando después la CV 108.

## Historia
Es una iglesia datada del siglo XIII que tiene su origen en una antigua alquería musulmana sobre la cual y sustituyéndola se realizó su construcción.
Debió estar bajo la influencia del Monasterio de Santa María de Benifasar, por las decoraciones que en su fachada presenta, y por tanto bajo la influencia de la orden del Císter.

## Descripción
Se trata de un edificio sencillo, construido en la transición del románico al gótico primitivo.
Pese a que a lo largo del tiempo ha sufrido modificaciones, su estructura original se conserva. La planta es la típica del románico tardío, con tres crujías separadas por arcos fajones y cubierta de madera.
Presenta una torre campanario más moderna en la que destaca la lápida sepulcral de un monje de la orden del Císter que se empleó para su construcción, reutilizada de otro sitio. Es una torre esbelta con hueco para una campana y bajo el ventanuco habilitado para la campana, se sitúa el reloj, bajo el cual se encuentra la lápida del monje, datada del siglo XV.
En su interior destacan unas pinturas murales del pintor Juan Francisco Cruella, natural de Morella.